# Roger Lanzac
Roger Lanzac (28 de octubre de 1920 – 25 de noviembre de 1996) fue un cantante y humorista, y posterior presentador televisivo y radiofónico, de nacionalidad francesa.

## Biografía
Nacido en Conakri, actual Guinea, y en aquel momento parte del África Occidental Francesa, su verdadero nombre era Roger Lanrezac. Lanzac inició su carrera artística como cantante, actuando en operetas, y sustituyendo ocasionalmente al locutor radiofónico Zappy Max. 
En la temporada 1953-1954, trabajó junto a Suzy Delair, Michel Roux, Lucien Lupi y Mona Monick, en la obra Mobilette, de André Hornez y Henri Betti, representada en el local L'Européen, en París. Posteriormente trabajó para Radio-Circus, aficionándose a los espectáculos circenses.
Fue presentador, entre 1962 y 1978, del programa televisivo La Piste aux étoiles. Su afición al circo hizo que más adelante creara una empresa circense propia, la Piste d'or, que tuvo una vida efímera, pero que tuvo una gran incidencia, ya que hubo después varios circos con su nombre, aunque sin relación alguna con él. Lanzac fue también presentador, en sustitución de Guy Lux y hasta 1968, del programa de televisión Télé Dimanche.
Para la radio fue presentador del show  de France Inter Le Jeu des 1000 euros, hasta que en el año 1965 fue reemplazado durante seis meses por el periodista Pierre Le Rouzic, y después de modo definitivo por Lucien Jeunesse.
Roger Lanzac continuó recorriendo Francia hasta los años 1980, con el circo Rancy Carrington en 1981, trabajando junto a los payasos televisivos Les Bario, haciendo una gira con el circo de Jean Richard en 1982, y una última gira en 1983 con el circo Albert Rancy. 
En 1986 se encontraba en Nantes, donde encarnó a Jules Verne para las fiestas de Carnaval y para la comedia musical compuesta para el Festival Jules Verne. Durante muchos años siguió presentando múltiples galas y espectáculos, obteniendo siempre la simpatía del público asistente.
Roger Lanzac falleció en Sainte-Foy-la-Grande, Francia, en el año 1996.

## Obra

### Discografía
Como cantante:
- 1962 : Le Parisien, ed. Guilain
- 1968 : Le Platane et l'Étudiant, ed. Polydor
- 1970 (?) : La Saint-Ouen (en dúo con Suzanne Gabriello)[3]

### Autobiografía
- Roger Lanzac (1967).  Solar, ed. J'ai 20 ans de métier (en inglés). París. p. 255.